# Хельге, Ладислав
Ладислав Хельге (чеш. Ladislav Helge; 21 августа 1927, Прага, Чехословакия — 31 января 2016, Прага, Чехия) — чешский режиссёр и сценарист, работавший в 50-е и 60-е годы XX века. Его фильм «Школа отцов», по мнению чешских критиков, является первой ласточкой Новой волны.

## Биография
В юности Хельге учился в торговой школе. Во время Второй мировой войны он работал в трудовом лагере в г. Нова-Пака токарем. С 1945 г. сотрудничал с основателем Чехословацкого киноархива Йиндржихом Брихтой. Начиная с 1949 года Хельге работал в качестве помощника режиссёра. Занимал одну из ключевых должностей в «Профсоюзе артистов кино и телевидения» и, хотя не снял с 1963 по 1968 год ни одного фильма, помог многим режиссёрам осуществить их планы. Во время нормализации все его фильмы вошли в «безопасный» ранг. Однако классифицируется как нежелательный режиссёр, так что его карьера в кино была приостановлена, и в период 1972—1977 гг. он работал в качестве сотрудника чехословацкой почты.

## Фильмография
- Школа отцов / Škola otců (1957)
- Velká samota (1959)
- Весенний воздух / Jarní povětří (1961)
- Белые облака / Bílá oblaka (1962)
- Bez svatozáře (1963)
- Первый день моего сына / První den mého syna (1964)
- Стыд / Stud (1967)